# هاشم مستور
هاشم مستور(متولد ۱۵ ژوئن ۱۹۹۸) در شهر رجیو امیلیا، ایتالیا بازیکن فوتبال مراکشی-ایتالیایی است.
والدین مستور مراکشی هستند.او بازیکن بسیار خوش تکنیکی به شمار میرود و توانایی بالایی در کنترل توپ دارد.هاشم یکی از آینده های فوتبال جهان به شمار میرود. مستور در حال حاضر برای باشگاه فوتبال رجینا به عنوان هافبک تهاجمی  بازی می‌کند.